# 팔라티노 언덕

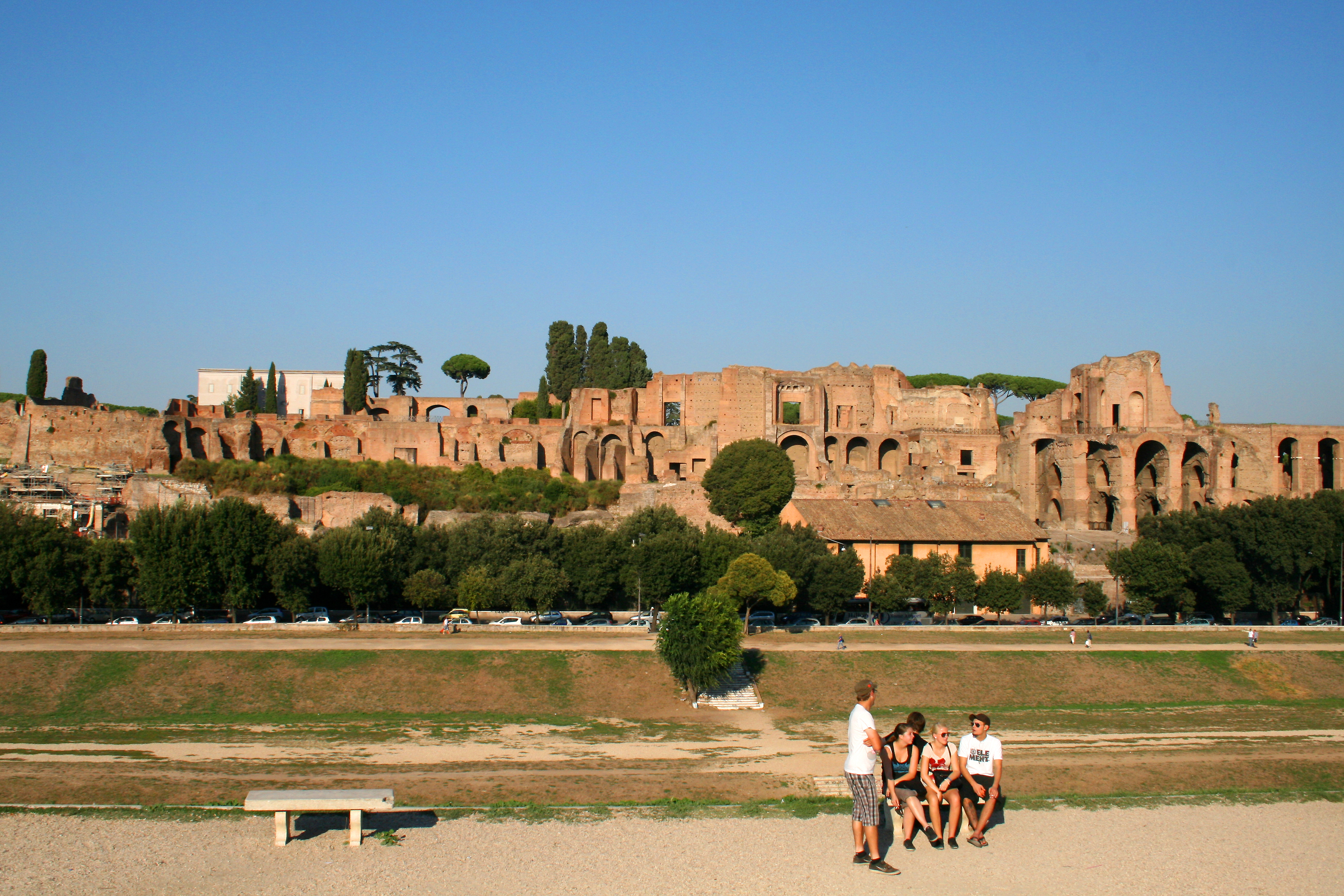
팔라티노

팔라티노(이탈리아어: Palatino)는 로마의 일곱 언덕 중 하나이다. 로마의 일곱 언덕들 중 가장 핵심적인 언덕으로 꼽혔으며, 로마 왕정 시대부터 사람이 살았을 정도로 로마 시내에서 가장 오래된 구역이다. 로마 포룸에서 40m정도 위에 위치해 있으며, 이 곳에 아우구스투스 황제가 지은 황궁이 있었다. 티베리우스 황제가 후에 이 황궁을 확장했으며, 후대에도 계속 로마의 정식 황궁으로 사용되었다. 팔라티노 언덕에는 황궁 외에도 부유층의 저택들이 밀집해 있었다. 언덕의 직경은 약 2,182m이고, 면적은 63에이커이다. 로마 시대에는 팔라티노 언덕에서 곧바로 대경기장을 내려다 볼 수 있는 구조였다.
'팔라티노'라는 이름에서 궁전(palace)라는 단어가 유래된 것이다.

## 이름
로마의 역사가 티투스 리비우스에 따르면, '팔라티노'라는 이름은 그리스 정착자들이 세운 도시인 '팔란티움'에서 유래했다고 한다. 혹은 당시 고대어로 팔라드(falad)가 하늘, 창공을 의미하는 단어였는데, 이 단어에서 본따 만든 것일 수도 있다.

## 신화에서의 등장
로마 신화에 따르면, 팔라티노 언덕에 있던 동굴에서 늑대 루파가 로물루스와 레무스를 발견하여 그 곳에서 키웠다고 한다.
또다른 신화에 의하면, 이 곳에서 영웅 헤라클레스와 괴물의 전투가 벌어졌고, 헤라클레스가 괴물을 몽둥이로 너무 세게 내리치는 바람에 언덕의 한 귀퉁이가 무너지며 경사로가 생겼다고 한다. 이 설화는 로마인들 사이에서도 유명했고, 후에 팔라티노 언덕에 계단이 생겼을 때 그 괴물의 이름을 따 '카쿠스의 계단'이라 불렀다.

## 역사
로마 제국의 시작은 팔라티노 언덕에서 시작한다고 해도 과언이 아니다. 발굴 조사 결과 기원전 10세기부터 이곳에서 사람이 살았음이 밝혀졌고, 20세기에 조사했을 때는 장례 예식 때 사용되었을 것으로 추정되는 기원전 9세기의 오두막들을 발굴하였다.
역사가 리비우스에 따르면, 사비나 족과 아비나 부족이 로마로 이주하였을때, 본래 로마에 살고 있던 원주민들은 계속 팔라티노 언덕에 살고 있었다고 한다. 팔라티노 언덕은 루파를 숭배하는 축제가 열리는 곳이기도 했다. 로마 공화정 시기에, 많은 부유한 로마인들이 이 곳에서 살기 시작하였다.
아우구스투스 황제는 이곳에 거대한 황궁을 지었고, 그때부터 이곳은 제국의 황궁으로 기능하게 된다. 후임 황제들이 이 곳을 계속 개축, 확장하였고, 아직까지도 그 흔적들을 찾아볼 수 있다. 아우구스투스는 이 곳에 태양신 아폴로에게 바치는 신전을 짓기도 했다.
기원후 64년에, 로마에 대화재가 일어나 당시 황제였던 네로의 궁전을 불태워버렸으나, 네로는 더 큰 황금 궁전을 지어 자신의 황궁으로 사용하려 하였다. 하나 반란이 일어났고, 황금 궁전은 미완으로 남게 되었고, 다른 건물이 대신 들어서게 되었다.

## 유적
로마 제국이 멸망하고, 도시 로마가 오랜 시간동안 그 영광을 잃으며 황궁은 약탈되었고, 그 자재들은 다른 곳으로 빼돌려졌다. 따라서 현재 우리가 볼 수 있는 것은 남아있는 유구들 뿐이다. 당시 있었던 건물군들은 다음과 같다.
- 아우구스투스 황제와 그의 아내 리비아의 궁전
- 도미티아누스 황제의 궁전
- 세베루스 황제의 궁전
- 키벨레 신전
- 아폴로 신전
- 티베리우스 황제의 궁전

## 같이 보기
- 아우구스투스
- 도미티아누스
- 로마의 일곱 언덕
- 로마 포룸